# Ланграйн білобровий
Ланграйн білобровий (Artamus superciliosus) — вид горобцеподібних птахів родини ланграйнових (Artamidae).

## Поширення
Ендемік Австралії. Поширений на значні території, за винятком окремих частин півострова Кейп-Йорк, Арнема та Західної Австралії. Спорадично гніздиться в Тасманії. Живе в посушливих та напівпосушливих регіонах з наявністю ізольованих дерев. Поодиноких бродячих птахів спостерігали в Новій Зеландії.

## Опис
Дрібний птах, завдовжки 18—19 см, вагою 30—41 г. Це птах з міцною зовнішністю, з сплющеною головою, коротким конічним дзьобом, довгими загостреними крилами з дуже широкою основою і коротким квадратним хвостом, а також досить короткими ногами. Голова, шия, горло, верхня частина грудей, спина, крила та хвіст сланцево-сірі. У самців над очима є чітка біла брова. Також білими в обох статей є кінчики хвоста та нижня сторона крил. Груди та черево коричнево-бронзового кольору. Дзьоб синювато-сірий з чорним кінчиком, очі темно-коричневі, а ноги — чорнуваті.

## Спосіб життя
Трапляється дрібними зграями. Проводять більшу частину дня в польоті, рухаючись у пошуках їжі та води. Живиться комахами, переважно летючими. Зрідка поїдає ягоди, фрукти і нектар. Сезон розмноження триває з липня по січень. Утворює моногамні пари. Гніздо у формі сплющеної чашки обоє партнерів будують серед чагарників на висоті 1—2 м над землею. У гнізді 1—4 біло-рожевих яєць з червонувато-коричневими плямами. Інкубація триває два з половиною тижні.